# اوساساي
اوساساي، (بالإنجليزية: Ussassai)‏، هي بلدية، في مقاطعة نوورو، في منطقة سردينيا الإيطالية، وتقع على بعد حوالي 70 كم (43 ميل) شمال شرق كالياري وحوالي 25 كم (16 ميل) جنوب غرب تورتولو. اعتبارا من 31 ديسمبر 2004، كان عدد سكانها 706 ومساحة 47.4 كيلومتر مربع (18.3 ميل مربع).

## السكان
في سنة 1861 بلغ عدد السكان 544 نسمة، وتطور العدد ليصل في سنة 2011 لـ 599 نسمة.
يظهر هذا المخطط البياني تطور النمو السكاني لـ اوساساي